# مقتل مصطفى التميمي
مصطفى التميمي، کان سائق سيارة أجرة فلسطيني يبلغ من العمر 28 عاماً، أصيب برصاص قوات الاحتلال الإسرائيلي في 9 ديسمبر 2011 خلال احتجاج أسبوعي في النبي صالح، الضفة الغربية. أطلقت قنبلة الغاز المسيل للدموع على مصطفى من الباب الخلفي للسيارة العسكرية التي كان مصطفى يركض وراءها ويلقي الحجارة عليها. أثار الحادث أسئلة حول السلوك العسكري الإسرائيلي المتورط مع المتظاهرين.
استخدم بعض المسؤولين العسكريين الإسرائيليين وسائل التواصل الاجتماعي للدفاع عن الجيش. وقالت بيانات الجيش الإسرائيلي إن مصطفى التميمي كان يلقي الحجارة عندما أطلق عليه النار وأن الجندي الذي أطلق القنبلة لم ير «أي شخص في خط النار ولم يكن مسؤولا جنائيا». ورفض شقيق التميمي لؤي، التحقيق قائلًا إنه «لم يتصل به المحققون» رغم أنه قال إنه شاهد الحادث الذي كان يقف بالقرب من الجيب العسكري في وقت إطلاق النار.

## خلفية
كان سكان النبي صالح يحتجون على مستوطنة حلميش منذ عام 1976 عندما تم بناؤها أولاً. تم تصعيد المظاهرات في عام 2009 عندما ادعى المستوطنون نبعًا من المياه العذبة استخدمته القرية تاريخًا. وعادة ما يتم تفريق الاحتجاجات بالغاز المسيل للدموع من قبل القوات الإسرائيلية وغالبا ما يصاحبها إلقاء الحجارة من قبل الشباب المحلي. قالت ساريت ميخائيلي، الناطقة باسم جماعة بتسيلم الإسرائيلية لحقوق الإنسان، التي كانت في النبي صالح، إنها وثقت عشرات الحالات التي أطلقت قنابل الغاز المسيل للدموع مباشرة على المتظاهرين «في انتهاك للقواعد الصارمة» من قبل الجنود الإسرائيليين ورجال شرطة الحدود.

## حدث

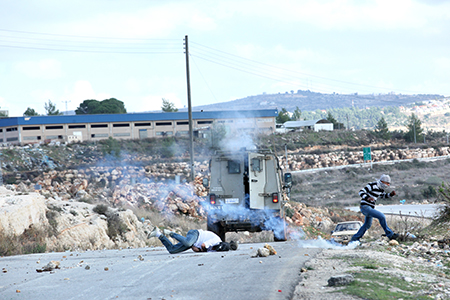
مصطفى على الارض بعد اصابته بالرصاص

وسط أحد المظاهرات الأسبوعية للاحتجاج على الاستيلاء على أراضي النبي صالح من قبل مستوطنة إسرائيلية مجاورة، أصيب مصطفى في رأسه أسفل عينه اليمنى بواسطة عبوة غاز مسيل للدموع أطلقت من مسافة قريبة من الباب الخلفي لسيارة مدرعة إسرائيلية بينما كان يلقيها بالحجارة. وقد شوهدت قذيفة أطلقت باتجاه التميمي من مؤخرة عربة عسكرية إسرائيلية في صورة للحادث. ووفقاً للناشط الإسرائيلي حاييم شوارتزنبرغ، سقط مصطفى التميمي بعد إطلاق النار عليه، ثم هرع إليه أصدقاؤه و «غطّى وجهه الملطخ بالوشاح الفلسطيني الأسود والأبيض». ونقل إلى مستشفى بيلينسون في وسط إسرائيل حيث توفي متأثرا بجراحه في اليوم التالي.

## أعقاب

### جنازة
شارك الآلاف من الفلسطينيين في تشييع مصطفى التميمي، حيث تم نقل جثمانه، المغطى بعلم فلسطيني، من مستشفى في رام الله إلى 10 كيلومترات شمال النبي صالح في الضفة الغربية. كان المشاركون يرفعون الملصقات التي تعرض صوراً عن إصابات التميمي "الملصقة على الآثار في ساحات رام الله المركزية". "تحول حدث الحداد إلى العنف وأطلق الجنود الإسرائيليون قنابل الغاز المسيل للدموع رداً على إلقاء الحجارة وحاولوا دفع المتظاهرين مرة أخرى باستخدام "نفاثات من ماء الظربان، رذاذ النفايات الكيميائية ذات رائحة كريهة". تم اعتقال أربعة إسرائيليين وناشطين أجنبيين وجرح ستة أشخاص من بينهم "الناشط الإسرائيلي" البارز جوناثان بولاك في الجنازة.

### تحقيقات
وقال الجيش الإسرائيلي انه يحقق في الحادث. في بيانه الأولي، قال الجيش الإسرائيلي أن مصطفى التميمي «رمى بالحجارة على جنود الجيش الإسرائيلي». وفي وقت لاحق قال التحقيق إن الجندي «لم ير أي شخص في خط النار ولم يكن مسؤولا جنائيا». ووفقًا لالجيش الإسرائيلي، لم يستطع الجندي رؤية التميمي بشكل واضح ولم «تستهدف» إطلاق عبوة غاز مسيل للدموع عليه. شككت منظمة بتسيلم الإسرائيلية لحقوق الإنسان في قانونية تصرف الجندي لأنه «لا يستطيع ضمان عدم حدوث أي ضرر». كما قال الجيش الإسرائيلي إنهم لا يستطيعون إعادة بناء الحدث لأن هناك صخور ألقيت على المحققين.
ورفض شقيق التميمي، لؤي، التحقيق قائلاً أنه «لم يتصل به المحققون» رغم أنه كان شاهداً على الحادث الذي كان يقف على بعد أربعة أو خمسة أمتار من الجيب العسكري عندما أطلق الجندي النار عليه. تحدث إلى رويترز وقال: «ليس هناك شك في أنه رآنا، وضرب أخي مباشرة».
قال رئيس الجيش الإسرائيلي إن شاهدًا فلسطينيًا رفض الشهادة. التميمي يركض نحو الجيب، قاذفة الغاز المسيل للدموع التي تظهر من الباب الخلفي، العلبة في الهواء، ثم «التميمي يسقط على الأرض، يمسك وجهه»، ويمكن رؤيتهم في الصور المأخوذة من الحادث. وبحسب منظمة بتسيلم، فقد استغرق الأمر عامين قبل أن يقرر الجيش قرارًا على الرغم من أنه «موثق جيدًا»، وأشار إلى «فشل نظام التحقيق العسكري».كما قالت بتسيلم إن القرار الذي أعلنه الجيش لم يكن متوافقاً مع اللوائح العسكرية المتعلقة بالغاز المسيل للدموع.

### خلافات
اتهم أنصار التميمي الجنود الإسرائيليين «باستخدام القوة المفرطة للتعامل مع المتظاهرين، وتأخير سيارة إسعاف من الوصول إليه وعدم ترك عائلته أو آخرين ليكونوا معه». أثارت وفاة التميمي والصورة التي قيل أنها تنتمي إلى اللحظة التي قُتل فيها، مخاوف بشأن استخدام الجيش الإسرائيلي للقوة في التعامل مع المتظاهرين الفلسطينيين، وتساءلت جماعات حقوق الإنسان عمّا إذا كانت القوانين العسكرية للتعامل مع المتظاهرين محترمة من قبل القوات. أعطت الصورة «المشهورة على نطاق واسع» الانطباع بأن الجندي الإسرائيلي قد استهدف التميمي عن عمد.
ووصفت التلغراف المسؤولين العسكريين الإسرائيليين بأنهم «بصورة عامة لا يعتذرون عن الموت» ويحاولون أن يثبتوا أنّ التميمي قد ألقي بالحجارة من خلال «إطلاق صور لمقلاع قالوا إنّهم عثروا على جثة التميمي». بعض المسئولين العسكريين «دافعوا عن الجيش وهاجموا التميمي» عبر تويتر، ومن بينهم بيتر ليرنر، المتحدث الرسمي باسم القيادة المركزية لالجيش الإسرائيلي، الذي تسبب تعليقه على تويتر في «الغضب» الأكثر، وفقًا لما ذكرته التلغراف، و «العاصفة» وفقا ليديعوت أحرونوت. نشر ليرنر «ما كان مصطفى يفكّر في الركض خلف سيارة جيب متحركة بينما كان يرمي الحجارة»، مستخدمًا مفردة «فاشل»، وهو مصطلح عامي أمريكي يستخدم بطريقة مهينة للدلالة على «الغباء الشديد». كتب يديعوت أحرونوت أن ليرنر قصد «استخدام الكلمة بمعناها الحرفي - كالفشل»، وأنه أظهر «سعادته» لفرصة مصطفى في البقاء على قيد الحياة بعد نقله إلى المستشفى. نفى ليرنر السخرية في وقت لاحق وقال إنه لا يعني «إيذاء مشاعر أي شخص من خلال كتابة «الفشل»»، وأن «الفشل» كان موجهاً إلى النشطاء الذين اعتقدوا أنهم غير محايدين في سرد الحادثة. وصف ليرنر الوفاة بأنها «مأساة فردية، بنتيجة فظيعة»، واعتقد أن مصطفى التميمي «عرض نفسه لخطر غير ضروري» وأن الجندي «كان يعمل في نطاق مسؤوليته».